# Manduca schausi
Manduca schausi là một loài bướm đêm thuộc họ Sphingidae. Nó được tìm thấy ở México, Guatemala, Nicaragua và Costa Rica đến Brasil, Argentina và Bolivia.
Sải cánh dài 114–138 mm.
Ấu trùng ăn Capsicum annuum và Lycopersicon esculentum.